# Conicera pacifica
Conicera pacifica är en tvåvingeart som beskrevs av Michailovskaya 2000. Conicera pacifica ingår i släktet Conicera och familjen puckelflugor. Inga underarter finns listade i Catalogue of Life.